# Шунсуке Накамура
Шунсуке Накамура (јап. 中村 俊輔; Јокохама, 24. јун 1978) је јапански професионални фудбалер који тренутно игра за Јокохама Ф. Маринос. Он је једини играч који је два пута проглашен за најбољег играча сезоне у јапанској Џеј лиги (2000. и 2013. године). Током каријере још је наступао и за италијанску Ређину, шкотски Селтик и шпански Еспањол. Док је наступао за Селтик постао је први јапански фудбалер који је постигао гол у Лиги шампиона, са Селтиком је такође освојио три титуле првака Шкотске (2006., 2007. и 2008. године) два шкотска лига купа (2006. и 2008. године) и један куп Шкотске (2007. године).
За репрезентацију Јапана одиграо је 98 утакмица на којима је постигао 24 гола. Учествовао је на два Светска првенства (2006. и 2010. године) и освојио је два азијска купа (2000. и 2004. године).

## Статистика
| Јапан  | Јапан | Јапан |
| Год.   | Ута.  | Гол.  |
| ------ | ----- | ----- |
| 2000   | 16    | 3     |
| 2001   | 1     | 0     |
| 2002   | 6     | 2     |
| 2003   | 8     | 4     |
| 2004   | 15    | 3     |
| 2005   | 11    | 2     |
| 2006   | 6     | 2     |
| 2007   | 10    | 4     |
| 2008   | 9     | 2     |
| 2009   | 11    | 2     |
| 2010   | 5     | 0     |
| Укупно | 98    | 24    |

## Трофеји

### Јокохама маринос
- Лига Куп Јапана (1) : 2001.
- Царски куп : 2013.

### Селтик
- Премијер лига Шкотске (3) : 2006., 2007., 2008.
- Куп Шкотске (1) : 2007.
- Лига куп Шкотске (2) : 2006., 2009.

### Јапан
- Азијски куп (2) : 2000., 2004.